# Scotodrymadusa satunini
Scotodrymadusa satunini is een rechtvleugelig insect uit de familie sabelsprinkhanen (Tettigoniidae). De wetenschappelijke naam van deze soort is voor het eerst geldig gepubliceerd in 1916 door Uvarov.